# Cynamonowa Płyta

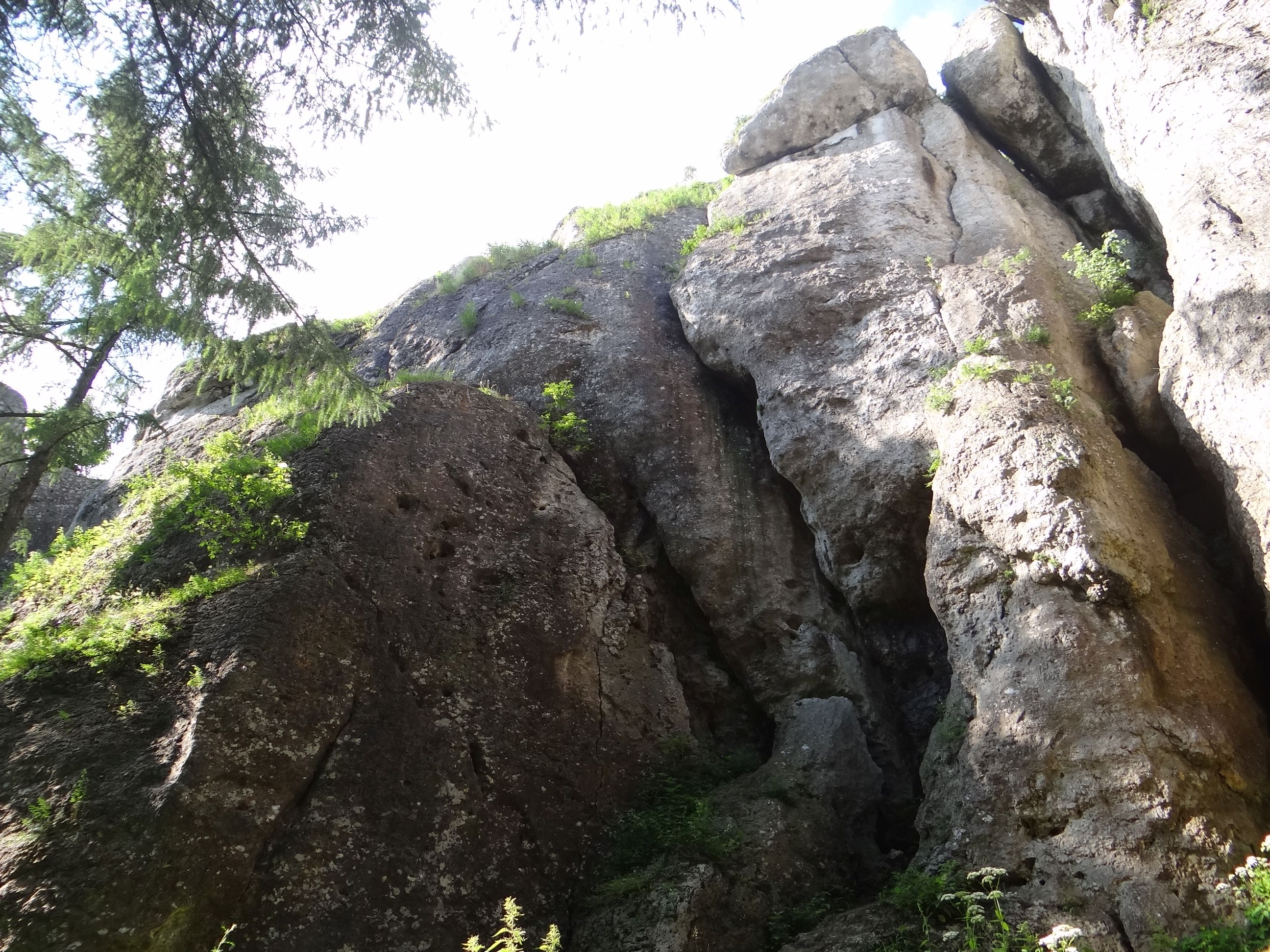

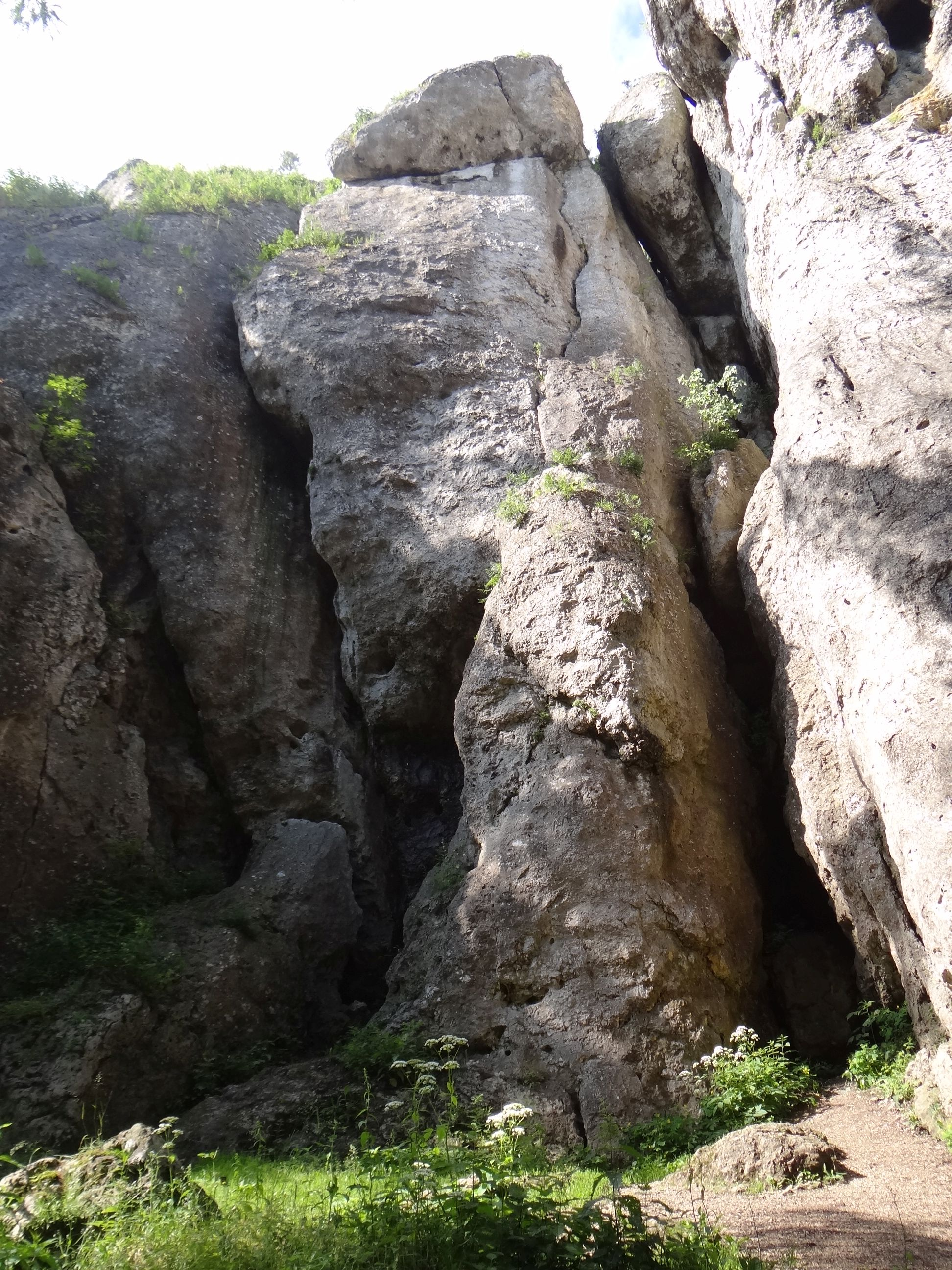

Cynamonowa Płyta – skała na wzniesieniu Birów w Podzamczu, w powiecie zawierciańskim, w gminie Ogrodzieniec. Znajduje się w grupie skał, na których wybudowano Gród na Górze Birów. W internetowym portalu wspinaczkowym jest opisana jako Wielki Filar I. Pod względem geograficznym znajduje się na Wyżynie Częstochowskiej będącej częścią Wyżyny Krakowsko-Częstochowskiej.
Cynamonowa Płyta znajduje się w północnej grupie skał Birowa pomiędzy Wielkim Murem i Filarem Birowa. Zbudowana jest z twardych wapieni skalistych, ma wysokość do 20 m, ściany pionowe lub przewieszone. Uprawiana jest na niej wspinaczka skalna.

## Drogi wspinaczkowe
Pierwsze drogi wspinaczkowe powstały w latach 80. XX wieku. W 2020 r. jest 10 dróg i dwie możliwości. Drogi mają trudność od V+ do VI.3 w skali Kurtyki. 5 z nich ma zamontowane stałe punkty asekuracyjne w postaci ringów (r) i stanowisk zjazdowych (st), na pozostałych możliwa jest wspinaczka tradycyjna. Wśród wspinaczy skała jest bardzo popularna.
1. Prostowanie piczy; V+?
2. Możliwość
3. Możliwość
4. Sklepy cynamonowe; VI.3, 6r +st
5. Sedymentacja muflonów; VI.2, 5r + st
6. Picza z Drohobycza; VI-
7. Pytajnik; VI.1+, 2r + st
8. Sanatorium pod klepsydrą; VI.4, 8r + st
9. Dziędziel z przytupem; VI.3
10. Na Dziędziela; VI.1
11. Kolargol; IV
12. Uszatek; IV+?[1].